# Mesa (geomorfología)

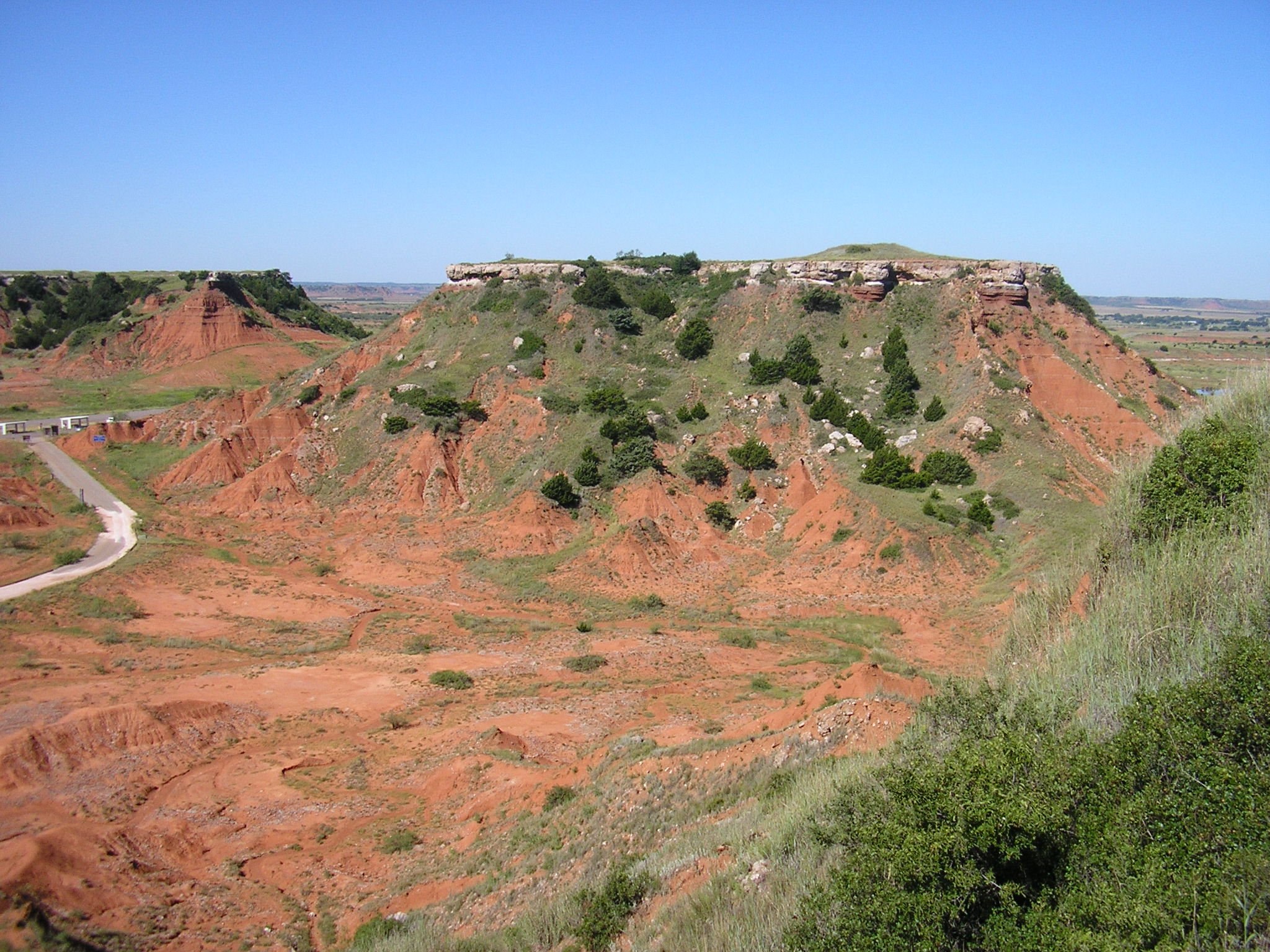
Mesas en las Glass Mountains al oeste de Oklahoma. Las Glass Mountains son un conjunto de mesas.

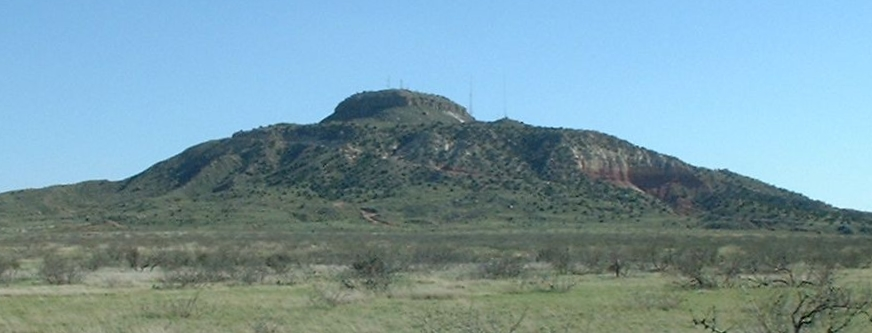
El cerro de Tucumcari es una mesa fuera de Tucumcari, Nuevo México.

Una mesa es una zona elevada de terreno con una cima plana y cuyos lados suelen ser acantilados abruptos. Su nombre deriva de su forma distintiva, semejante al tablero superior de una mesa. Es un caso particular del relieve tabular. 
Se trata de un accidente geográfico característico de ambientes áridos, particularmente del suroeste de los Estados Unidos, siendo numerosas en las tierras baldías y las regiones de Colorado. Se encuentran también muchos ejemplos en España, Cerdeña, Norte y Sur de África, Arabia, India y Australia. Se considera que la Grand Mesa, situada en el oeste de Colorado, es la mayor mesa del mundo. 

El término mesa, en original en español, se utiliza en los Estados Unidos en inglés para describir una cima plana de una montaña o colina. 
En español, a veces a este accidente geomorfológico se engloba en el más genérico de meseta, aunque suele reservarse este término para áreas geográficas elevadas más amplias sin claros bordes acantilados.
Según el diccionario de la lengua española, en su tercera acepción, una mesa es un terreno elevado y llano, de gran extensión, rodeado de valles o barrancos. 

## Nombres, definición y etimología

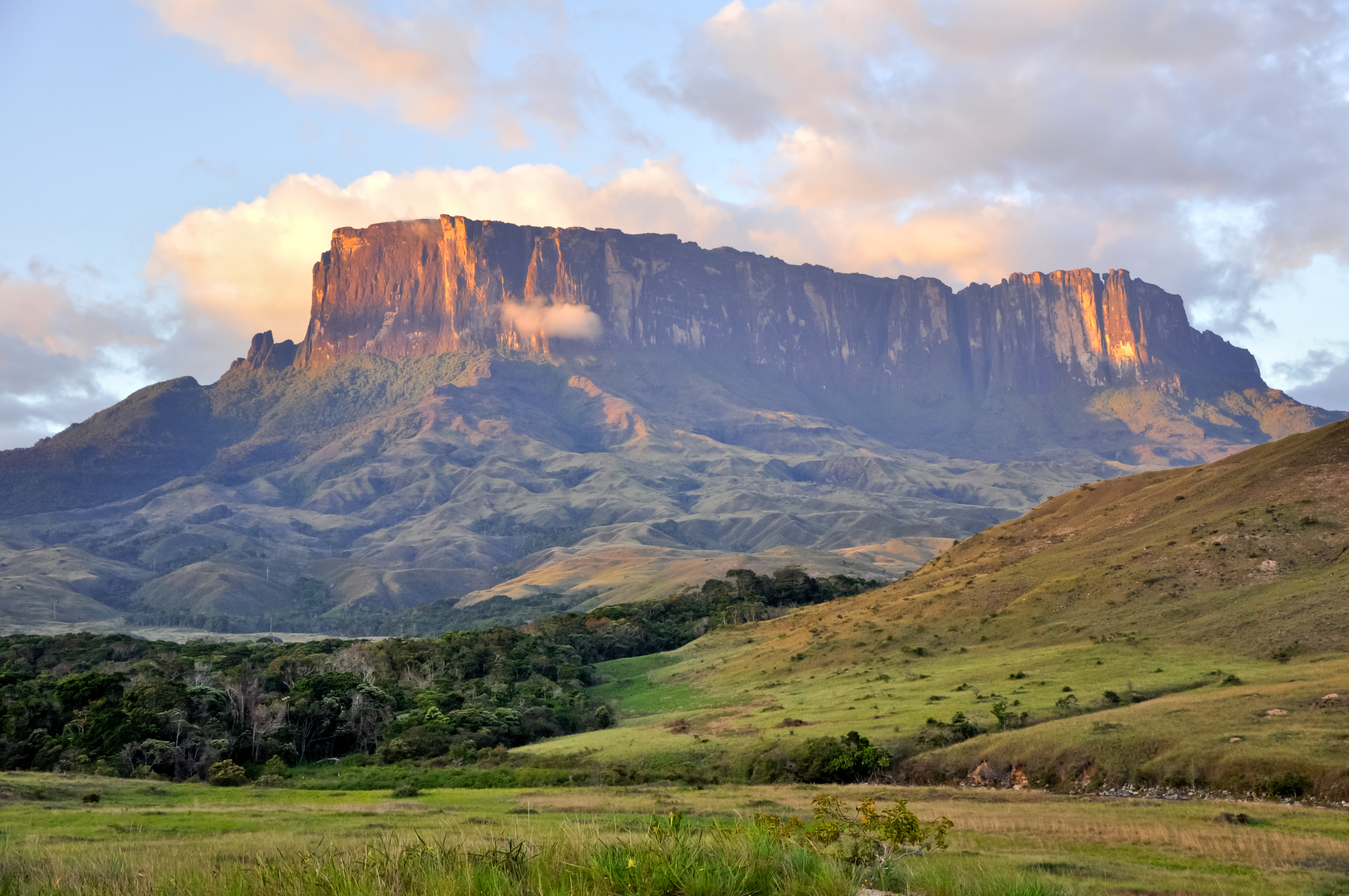
Vista del Tepuy Kukenán, Venezuela.

Como señaló Kirk Bryan en 1922, las mesas "... destacan claramente sobre el campo circundante, como una mesa se eleva sobre el suelo sobre el que descansa".
Una mesa es similar, pero tiene un área de cumbre más extensa que una butte. Sin embargo, no existe un límite de tamaño acordado que separe las mesas de las colinas o mesetas. Por ejemplo, las montañas de cima plana, que se conocen como mesas, en Cockburn Range en el noroeste de Australia tienen áreas de hasta 350 kilómetros (217,5 mi). Por el contrario, las colinas de cima plana, que son tan pequeñas como 0,1 kilómetros (0,1 mi) en área, en las montañas de arenisca del Elba, Alemania, se describen como mesas.
Menos estrictamente, una colina o montaña muy ancha, de cima plana, generalmente aislada, de altura moderada, limitada al menos en un lado por un acantilado o pendiente empinada y que representa un remanente de erosión también se han llamado mesas.
En la región de Roraima de Venezuela, el nombre tradicional, tepui, del idioma local pemón, se ha utilizado para describir esas montañas. Los accidentes geográficos similares en Australia se conocen como tablehills. El término alemán Tafelberg también se ha utilizado en la literatura científica inglesa en el pasado. Tanto tablehill como tafelberg parecen hacer referencia a la idea de montaña en forma de mesa, es decir, con cima plana y paredes escarpadas, casi verticales.

## Formación

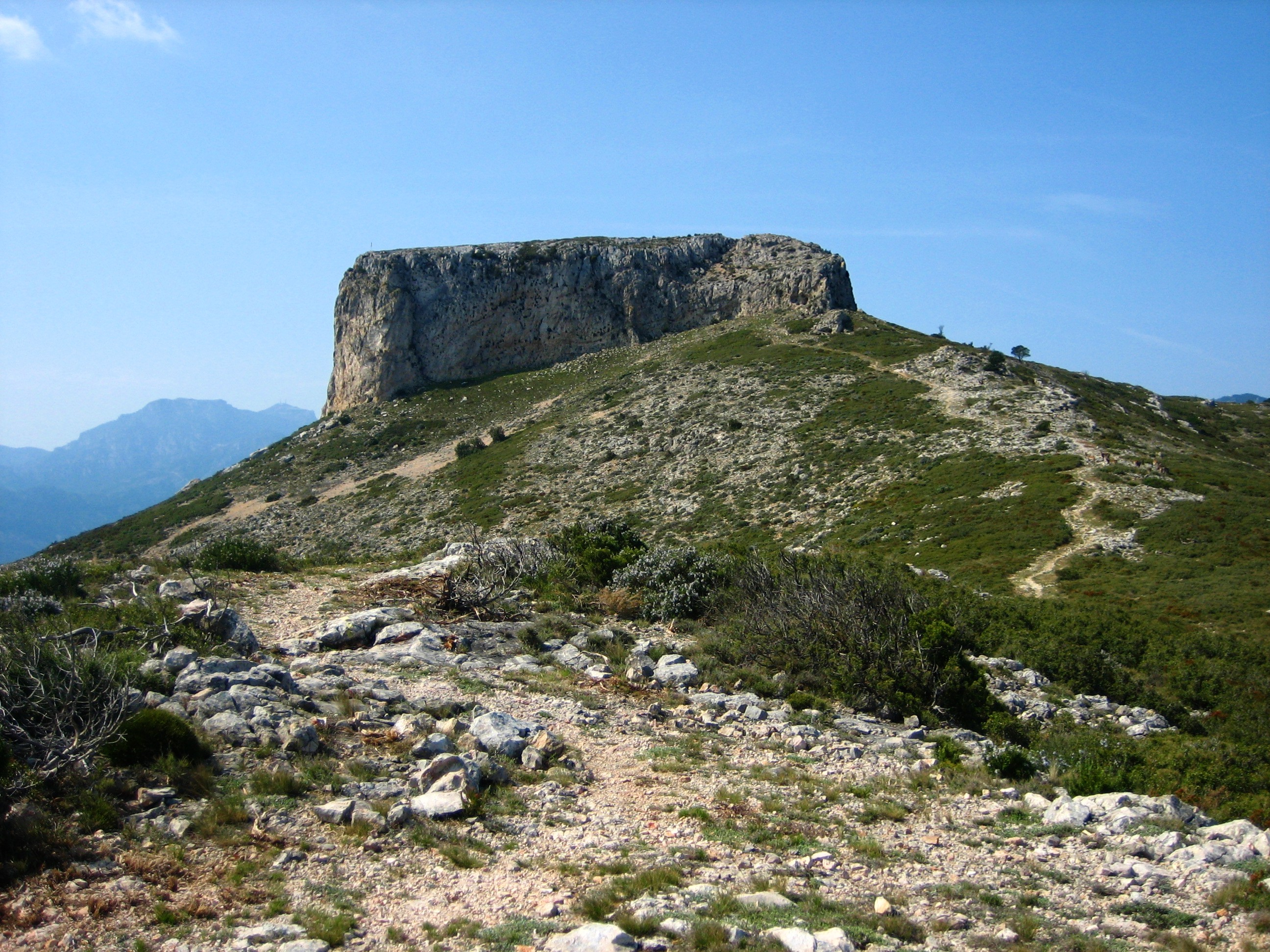
La Moleta (Alfara, Tarragona); en algunas regiones de España las mesas reciben el nombre de "muelas" o "molas", ya que su forma recuerda ese tipo de diente.

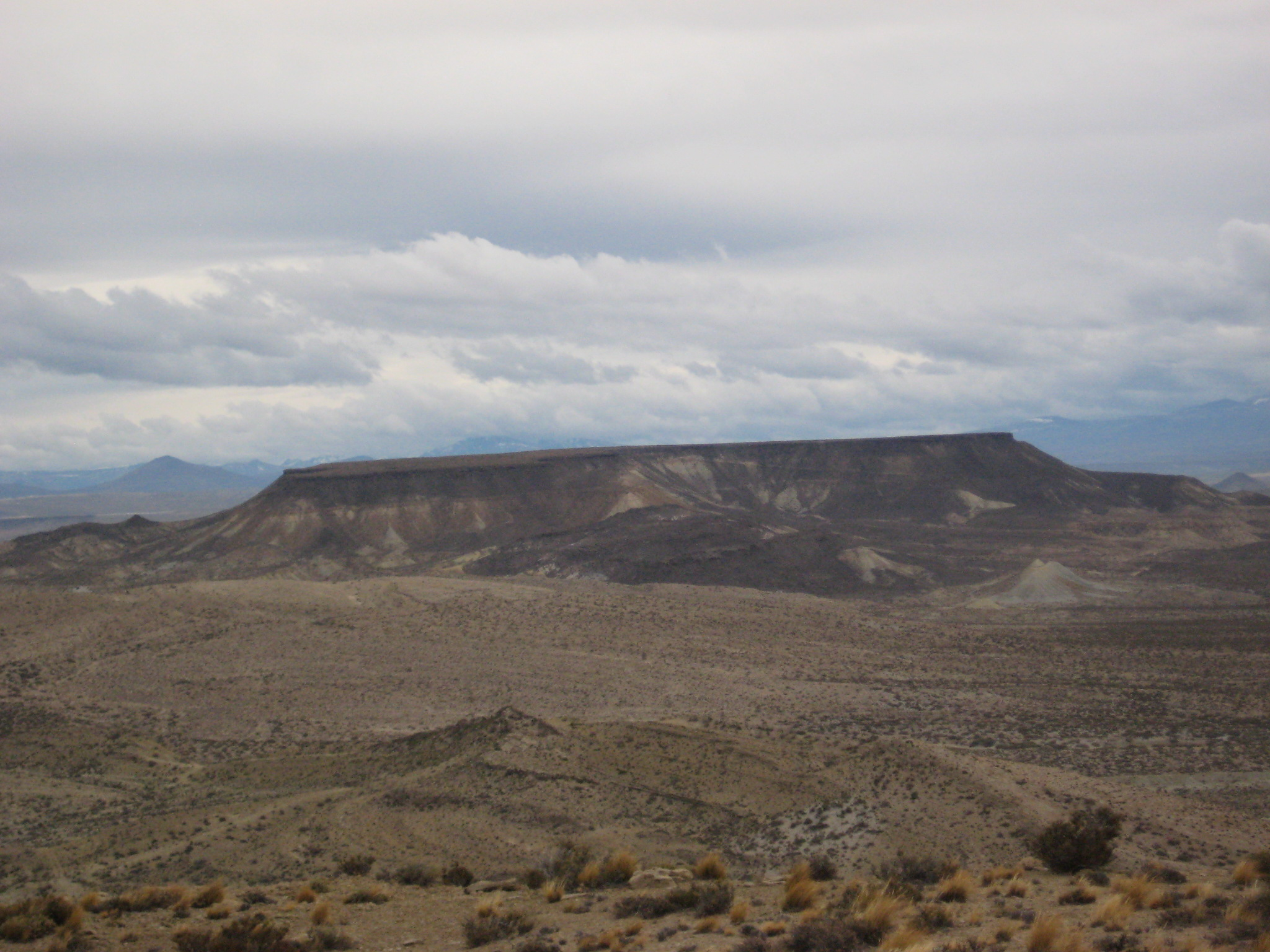
Cerro Negro, una de las pocas mesas cerca de Zapala, Argentina.

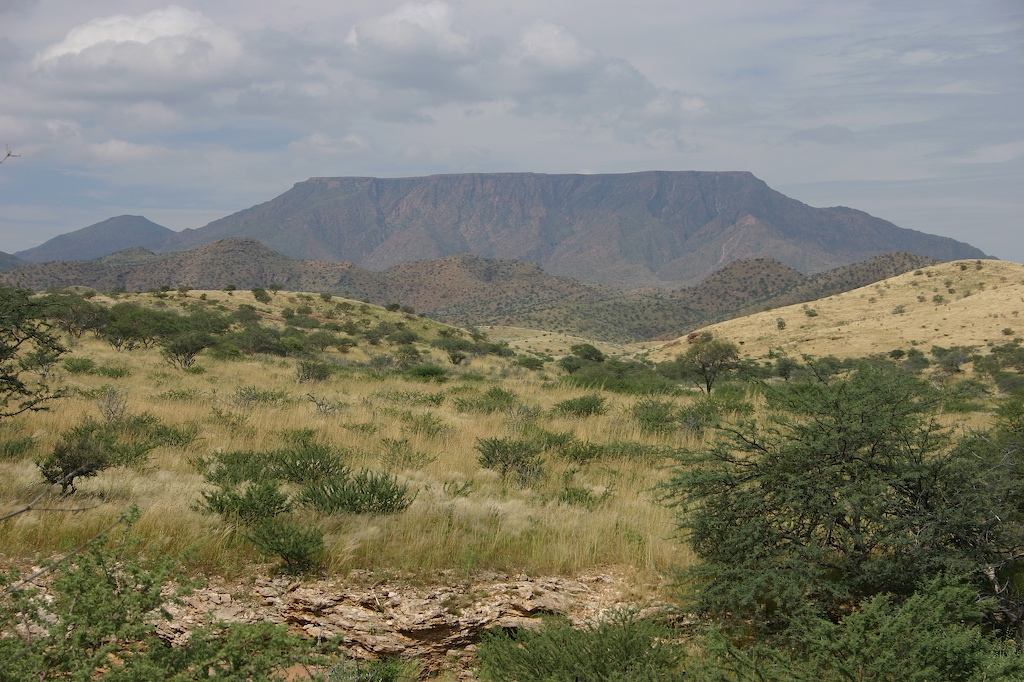
Gamsberg, Namibia.

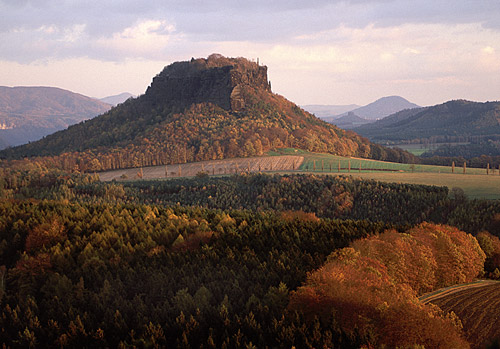
Lilienstein, Suiza Sajona, Alemania.

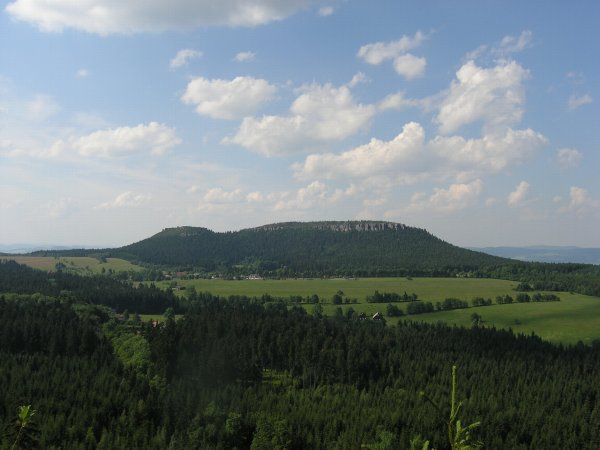
Szczeliniec Wielki, Polonia.

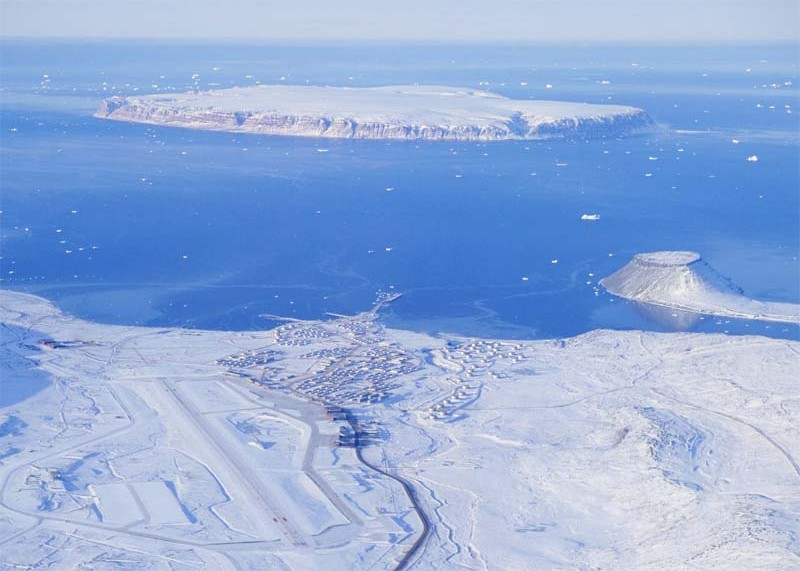
Thule Air Base (a la derecha de la imagen se puede ver la Mesa Thule), Groenlandia.

Las mesas se forman por la meteorización y erosión de rocas estratificadas horizontalmente, levantadas por la actividad tectónica. Las variaciones en la capacidad de los diferentes tipos de rocas para resistir la intemperie y la erosión es lo que causa que los tipos de rocas más débiles sean erosionados, dejando las rocas más resistentes topográficamente más altas en relación con su entorno. Este proceso se llama erosión diferencial. Los tipos de rocas más resistentes son la arenisca, conglomerado, cuarcita, basalto, cuarzo, piedra caliza, flujos de lava y mantos. Los flujos de lava y los mantos, en particular, son muy resistentes al desgaste y la erosión, y con frecuencia forman la parte superior plana de una mesa. Las capas de roca menos resistente se componen principalmente de pizarras, una roca más suave que el mal tiempo erosiona con facilidad.
Las diferencias de resistencia de los distintos niveles de roca es lo que da a las mesas su forma característica. Las rocas menos resistentes son erosionadas en superficie formando valles, que después recogen el drenaje del agua de los alrededores, mientras las capas más resistentes quedan en pie afuera. Una gran superficie de roca muy resistente, como un manto, puede proteger a las capas inferiores de la erosión, mientras que la roca circundante más suave es erosionada en valles, formando así una tapa rocosa (en inglés, caprock).
Las diferencias en los tipos de roca también se reflejan en los lados de las mesas, que en lugar de suaves pendientes, pueden dar lugar a un patrón en escalera llamado «topografía de acantilado y banco» (en inglés, cliff-and-bench topography). Las capas más resistentes forman los acantilados, o escalones, mientras que las capas menos resistentes forman suaves pendientes, o bancos, entre los acantilados. Los acantilados se retiran y finalmente se separan de la roca principal, o meseta, por basales destructivas. Cuando el borde del acantilado no retrocede de manera uniforme, sino que se sangra por efecto de la erosión remontante de los arroyos, una sección de la roca principal puede ser cortada, formando una mesa.
La zapa basal ocurre cuando el agua que fluye alrededor de las capas de roca de la mesa erosiona las suaves capas de pizarra de la base, ya sea como escorrentía de la cima de la mesa o de las aguas subterráneas en movimiento a través de las capas permeables cubiertas, lo que lleva a la deformación y plegamiento de la pizarra. Cuando el esquisto subyacente se erosiona, ya no puede sustentar las capas del acantilado superior, que colapsa y se retira. 
Cuando la tapa rocosa ha cedido hasta el punto en que solo queda un poco, se conoce como un butte.

## Ejemplos de mesas

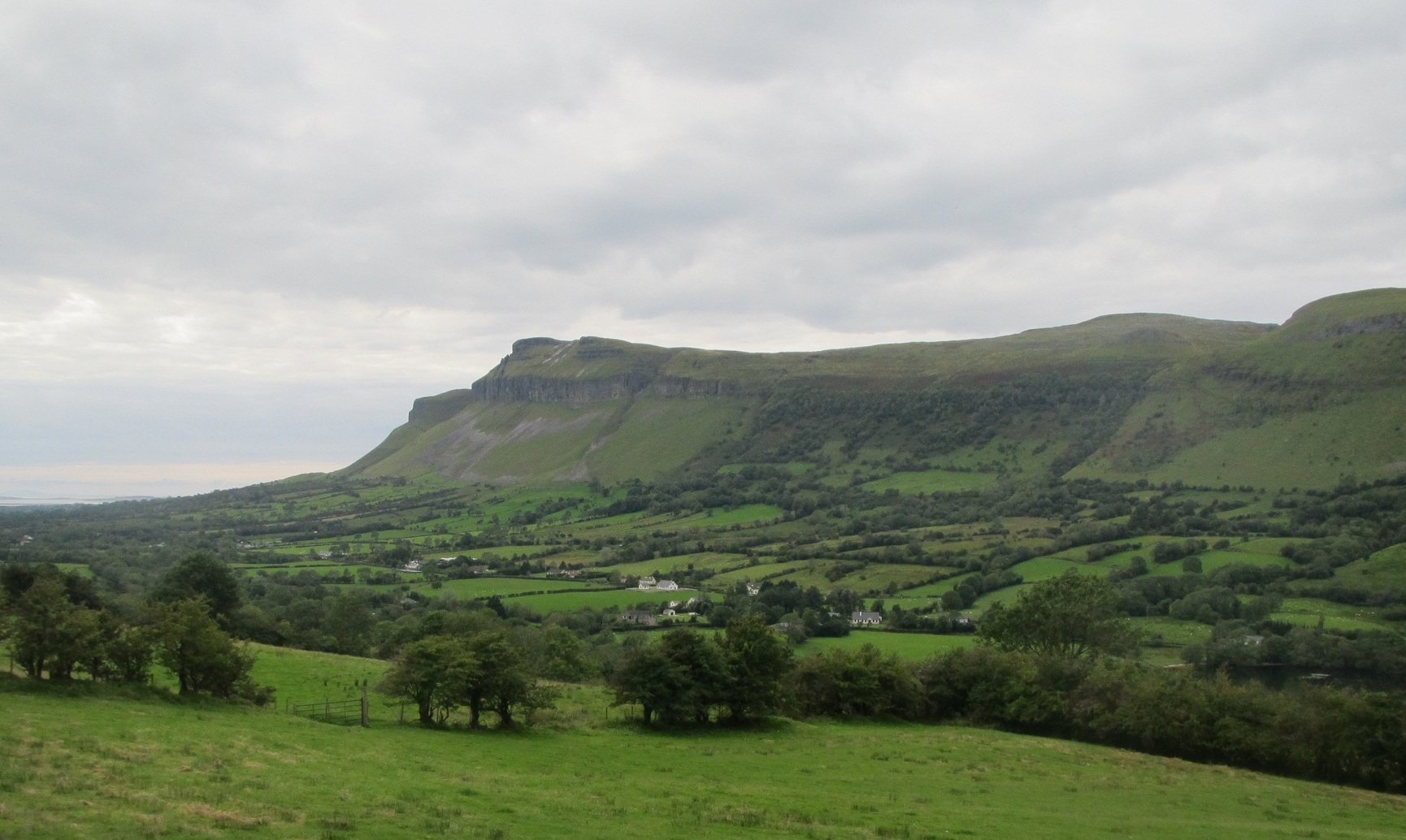
Mesa Benbulben, Irlanda.

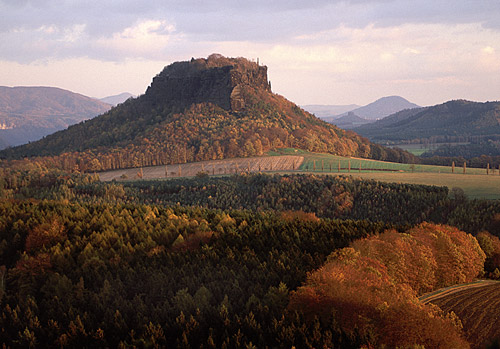
Mesa Lilienstein, Alemania.

Hay muchos ejemplos de mesas a lo largo del mundo, siendo algunas de las más conocidas las que siguen:
- En África:

- en Etiopía, Amba;
- en Namibia, la montaña Etjo, Gamsberg, cerca de la Gamsberg Nature Reserve, Grootberg y Parque nacional de Waterberg;
- en Sudáfrica, la montaña de la Mesa

- En Europa:

- en Alemania, Buchberg, Lilienstein (Sajonia) y Königstein (sobre la que se asienta la Fortaleza de Königstein);
- en Irlanda, Benbulben;
- en Polonia, Szczeliniec Wielki; parte del Parque nacional de los Montes Mesa (en polaco: Park Narodowy Gór Stołowych)
- en Suiza, Kistenstöckli;

- En América:

- en Estados Unidos, muchos de los cerros del Monument Valley, en Utah;
- en Groenlandia, Mesa (Thule);
- en Surinam, Mesa (Surinam);
- en Venezuela, todos los tepuyes.
- en Colombia, la Mesa de Araracuara, Aracuara, Solano (Colombia).

## Mesas en Marte
Hay una zona de transición en Marte, conocida como terreno erosionado (fretted terrain, en inglés), que se encuentra entre las tierras elevadas con muchos cráteres y las tierras bajas con muchos menos cráteres. Las tierras bajas más jóvenes muestran paredes escalonadas, mesas y knobs. Las mesas y knobs están separados por tierras bajas planas. Se cree que se formaron a partir de procesos de remoción de masas facilitados por el hielo, desde el suelo o fuentes atmosféricas. Las mesas y knobs disminuyen en tamaño al aumentar la distancia a la escarpa elevada. El relieve de las cordilleras de las mesas va desde casi los 2 km a los 100 m, dependiendo de la distancia a que estén de la escarpa.

## Véase también

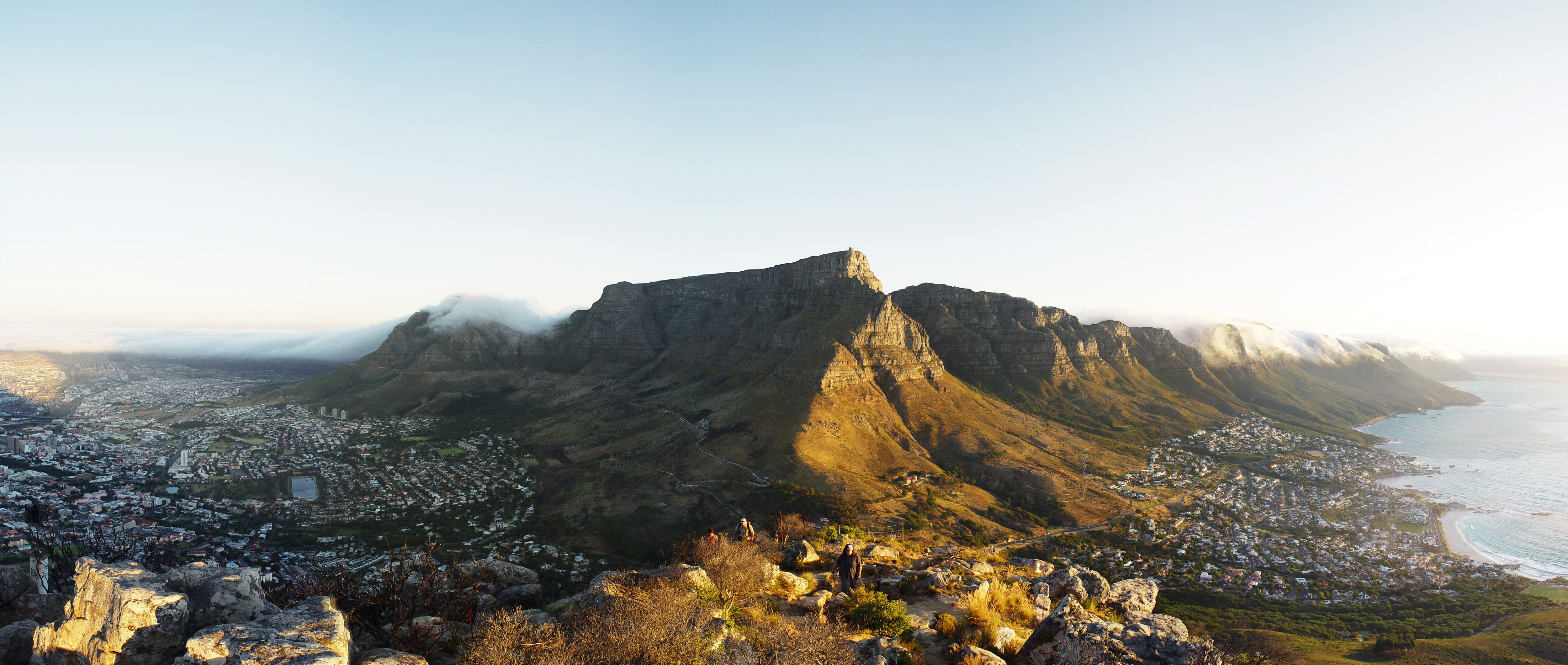
Montaña de la Mesa (Tablemountain), cerca de Ciudad del Cabo, Sudáfrica.